# Staurocladia portmanni
Staurocladia portmanni is een hydroïdpoliep uit de familie Cladonematidae. De poliep komt uit het geslacht Staurocladia. Staurocladia portmanni werd in 1964 voor het eerst wetenschappelijk beschreven door Brinckmann. 